# Rabarbar Emoda
Rabarbar Emoda (Rheum australe D. Don) – gatunek rośliny z rodziny rdestowatych (Polygonaceae Juss.). Występuje naturalnie w Nepalu oraz północnych częściach Pakistanu, Indii oraz Mjanmy. 

## Morfologia

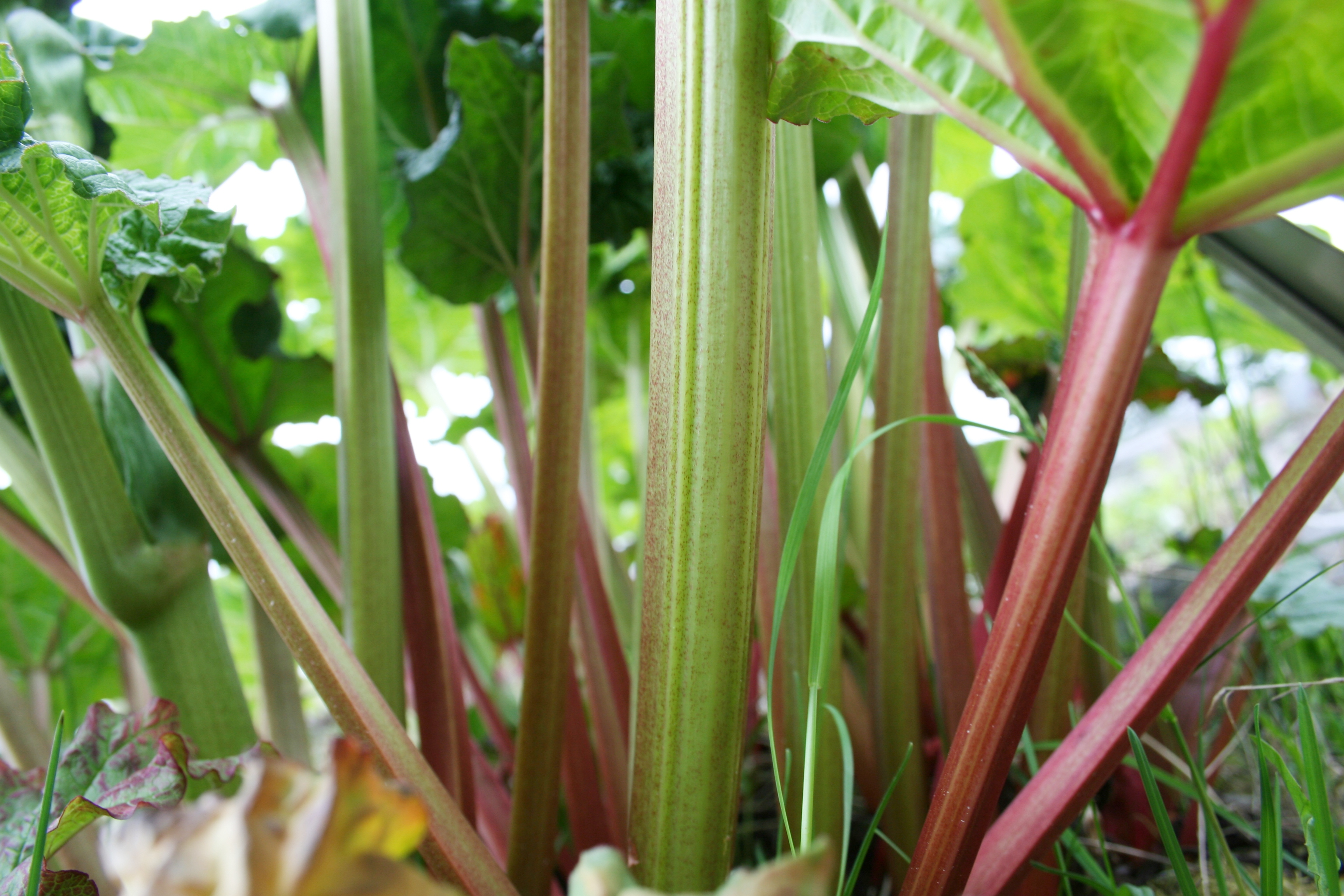
Ogonki liściowe

PokrójBylina dorastająca do 1–2 m wysokości, czasami przybiera krzewiasty pokrój.
LiścieIch blaszka liściowa jest lekko skórzasta i ma kształt od okrągłego do owalnie sercowatego. Mierzy 40–60 cm długości oraz 40–60 cm szerokości, jest całobrzega, o sercowatej nasadzie i spiczastym wierzchołku. Ogonek liściowy jest nagi i osiąga 30–45 cm długości. Gatka jest błonkowata i dorasta do 20 mm długości.
KwiatyZebrane w wiechy o długości 30–100 cm, rozwijają się na szczytach pędów. Listki okwiatu mają czarno-purpurową barwę, mierzą 3–4 mm długości.
OwoceMają podłużnie jajowaty kształt, osiągają 10–15 mm długości.

## Biologia i ekologia
Rośnie na łąkach. Występuje na wysokości od 3400 do 4300 m n.p.m. Kwitnie od czerwca do sierpnia. 

## Zastosowanie
Korzenie gatunku mają działanie przeczyszczające, a także są wykorzystywane jako środek ściągający.